# Il settimo figlio (film 1912)
Il settimo figlio (The Seventh Son) è un cortometraggio muto del 1912 scritto e diretto da Hal Reid. Fu prodotto dalla Vitagraph.
La storia, ambientata durante la Guerra di Secessione, è interpretata da Ralph Ince nei panni del presidente Lincoln e da Mary Maurice in quelli di una vedova con i figli morti in battaglia.

## Produzione
Il film fu prodotto dalla Vitagraph Company of America.

## Distribuzione
Distribuito dalla General Film Company, uscì nelle sale cinematografiche statunitensi il 3 aprile 1912. In Italia venne distribuito dalla Gaumont nel 1915.